# Calymmaria sueni
Calymmaria sueni är en spindelart som beskrevs av Ernst Heiss och Draney 2004. Calymmaria sueni ingår i släktet Calymmaria och familjen panflöjtsspindlar. Inga underarter finns listade.